# Potamologie

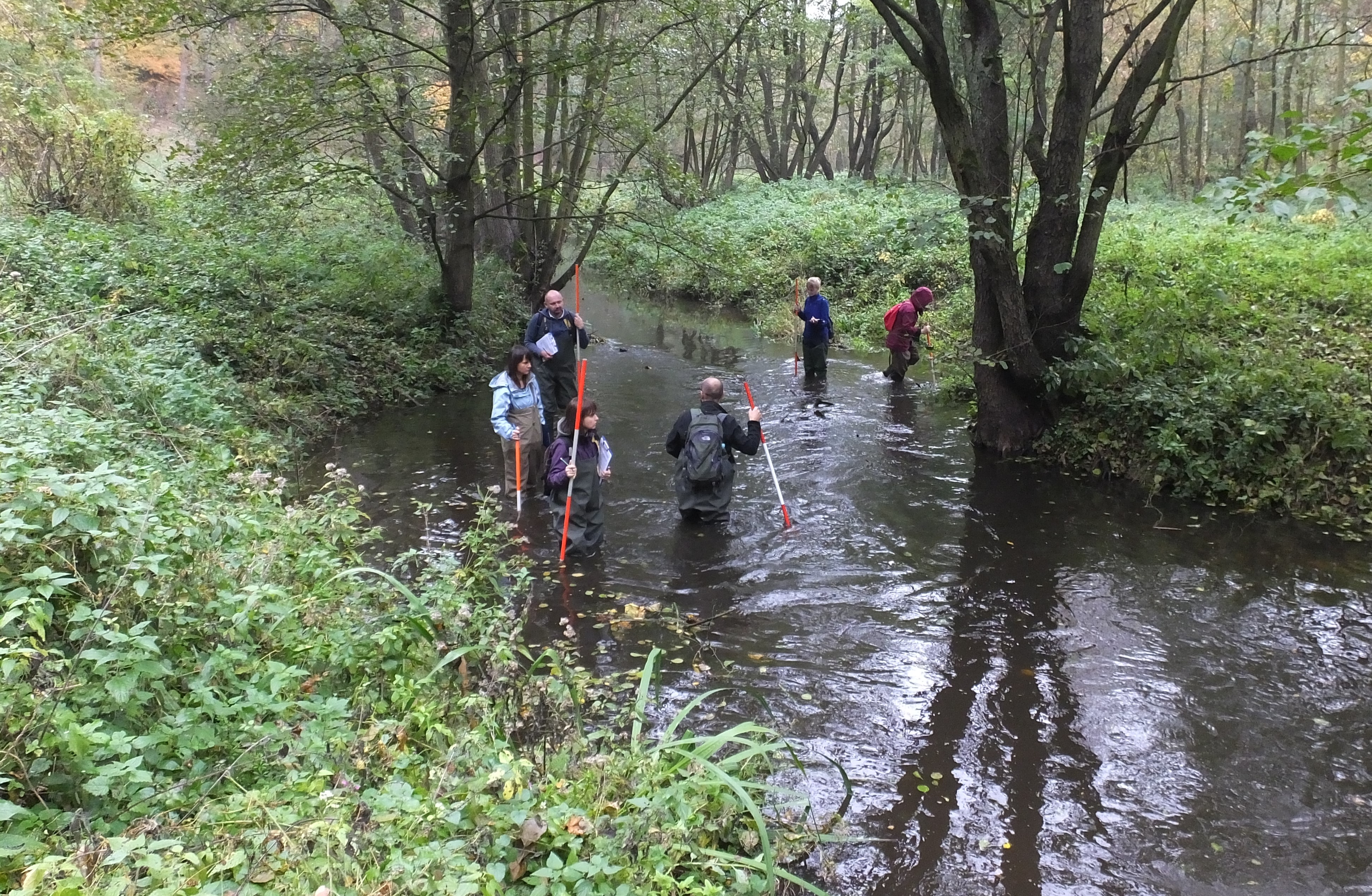
Évaluation des éléments hydromorphologiques d'un cours d'eau selon la méthode basée sur le River Habitat Survey.

La potamologie  est la science qui étudie les cours d'eau, science fondée par Maurice Pardé, (1893-1973).

## Étymologie
Le terme potamologie vient du grec ancien : ποταμός 'potamos' qui signifie fleuve.